# Can't Buy Me Love (televisieprogramma)
Can't Buy Me Love was een Nederlands televisieprogramma waarin een groep kandidaten van tussen de 18 en 35 jaar drie maanden in een luxe villa werd opgesloten. Hierbij was een grote zak geld te winnen, of misschien de liefde voor het leven te vinden. Het spel ging om mensenkennis en charme.

## Geschiedenis
De villa die gebruikt werd, is gelegen in Eemnes en werd voorheen gebruikt voor het twee jaar durende televisieprogramma De Gouden Kooi. De oorspronkelijke bedoeling van dat programma was dat de winnaar de villa zou winnen, maar dit werd veranderd in een geldprijs. De villa kreeg een paar aanpassingen en was daarna klaar om gebruikt te worden voor een nieuw programma.

## Verloop
Op de dag van de finale van De Gouden Kooi maakte John de Mol, eigenaar van de villa en programmamaker, in De Telegraaf bekend dat het programma een vervolg zou krijgen. Later bleek dat het een nogal afwijkend programma zou worden. Het programma zou bijvoorbeeld maar drie maanden duren, in plaats van een onbeperkte tijd.

## Seizoensoverzicht
| Seizoen   | Tijdsbestek                         | Winnaar                                   | Runner-up        | Andere kandidaten (in volgorde van eliminatie) |
| --------- | ----------------------------------- | ----------------------------------------- | ---------------- | --- |
| Seizoen 1 | 31 augustus 2008 - 28 november 2008 | Lisa, Fiona, Gisela, Dionne, Anthea, Ziba | Kale Marco, Kell | Suzanne, Kimberly, Nana, Charlene, Chelsea, Wendy, Sebastiaan, Lise, Benjamin, Rory, Michelle, Fuat, Joyce, Bo, Danny, Dennis, Joost, Fiona, Loïs, Marco, Ribas, Yasmin. Gastrollen werden vervuld door barman Rob (voor de mannen) en kapper/coach Jeroen Jurg (voor de vrouwen) |